# Erling Kroner
Erling Kroner (Copenhaga, 16 de abril de 1943 - 2 de março de 2011) foi um músico dinamarquês. Era trombonista e líder de bandas de música. Faleceu vítima de câncer.